# Kašpar III. z Lamberka
Svobodný pán Kašpar z Lamberka-Orteneggu či z Lambergu (německy Kaspar Freiherr von Lamberg, 1492 – říjen 1544 nebo 27. dubna 1548) byl rakouský šlechtic z rodu Lambergů, zakladatel ortenecké linie. 

## Život
Narodil se jako syn Jiřího II. z Lamberka a jeho druhé manželky Marie Magdaleny z Thurnu.  
Podle zvyku, kdy vysoká šlechta doprovázela svého nejvyššího vojevůdce do pole, sloužil Kašpar ve vojsku císařů Maxmiliána I., Karla V. a Ferdinanda I. a zúčastnil se válek proti Turkům v Itálii, Svaté říši a Uhrách. Byl jmenován do funkce královského plukovníka a společně se svými bratry byl v roce 1544 povýšen do panského stavu. 

### Manželství a potomstvo
Kašpar z Lamberka byl dvakrát ženat. Jeho první manželkou byla Anna Marie z Thurnu a druhou manželkou Markéta Langová z Wellenburgu. Z obou manželství se narodilo celkem 11 dětí, z nichž pokračovatelem rodu byl svobodný pán Zikmund z Lamberka. 
Historik Franz Xaver Pritz ve svém pojednání od o rodu Lamberků u Kašpara připomíná, že měl být dne 12. ledna 1554 povýšen do panského stavu. Jak je však patrné z diplomů, Kašpar se stal svobodným pánem již v roce svého skonu, tedy 1544.